# Hyper-Kamiokande

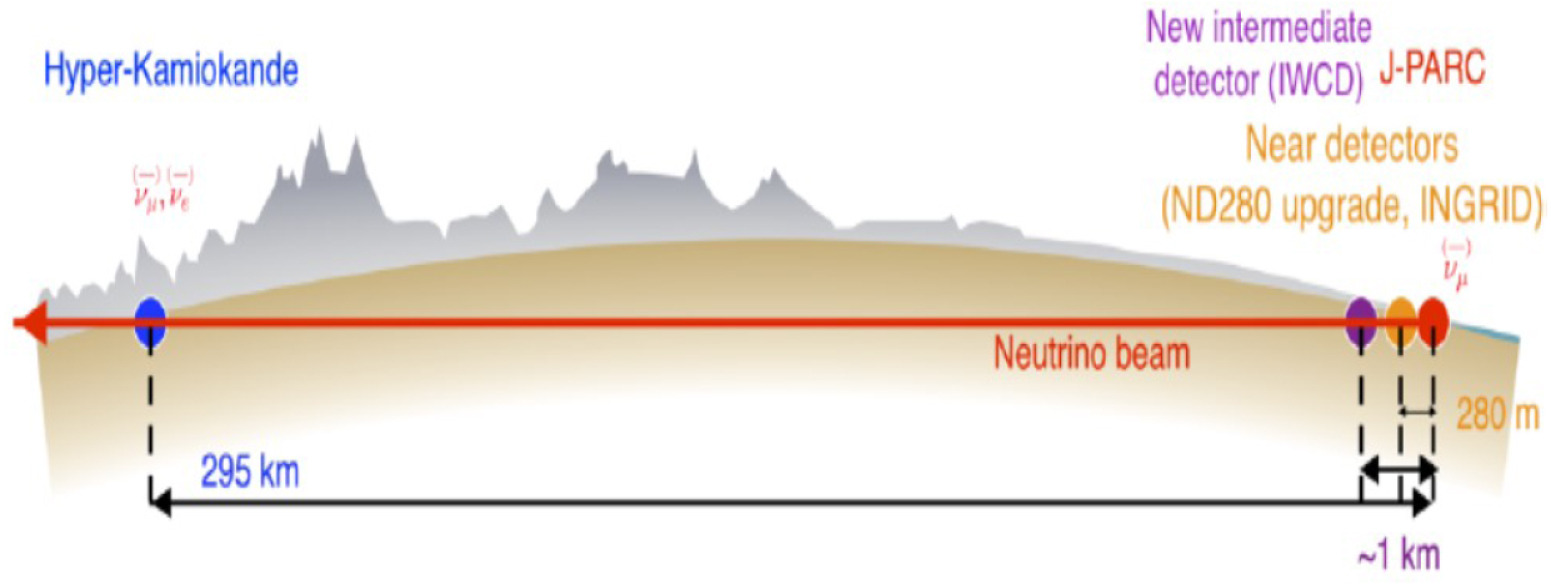
Visão geral da experiência Hyper-Kamiokande

Hyper-Kamiokande (também chamado de Hyper-K ou HK) é um observatório e experiência de neutrinos em construção em Hida, Gifu e em Tokai, Ibaraki no Japão. É coordenado pela Universidade de Tóquio e pela High Energy Accelerator Research Organization (KEK), em colaboração com institutos de mais de 20 países em seis continentes. Como sucessor das experiências Super-Kamiokande (também Super-K ou SK) e T2K, HK foi projectado para procurar o decaimento de protões e detectar neutrinos de fontes naturais como a Terra, a atmosfera, o Sol e o cosmos, bem como como estudar as oscilações de neutrinos do feixe de neutrinos do acelerador artificial.:6,20–28 O início da tomada de dados está previsto para 2027.
A experiência Hyper-Kamiokande estará em dois locais:
- O feixe de neutrinos será produzido no complexo do acelerador J-PARC (36.445°N 140.606°E) e estudado por um conjunto de detectores a curta e intermédia distância localizados em Tokai, prefectura de Ibaraki, na costa este do Japão.[5]:31
- O detector principal, também chamado de Hyper-Kamiokande (HK), está a ser construído sob o pico da montanha Nijuugo na cidade de Hida, prefeitura de Gifu, nos Alpes Japoneses (36° 21′ 20,105″ N, 137° 18′ 49,137″ L[3]). O detector HK vai ser usado para procurar o decaimento de protões, estudar neutrinos de fontes naturais, e vai servir como detector distante para a medição das oscilações de um feixe de neutrinos de acelerador à distância correspondente ao primeiro máximo de oscilação.[3]:53–56[5]

## Programa de física

### Oscilações de neutrinos Atmosféricos e de Aceleradores
As oscilações de neutrinos são um fenómeno da mecânica quântica em que os neutrinos mudam o seu sabor (os sabores dos neutrinos: 
ν
e,
ν
μ,
ν
τ) durante o seu trajeto, causado pelo fato de que os estados de sabor dos neutrinos são uma mistura dos estados de massa dos neutrinos (estados de massa ν1, ν2, ν3 com massas m1, m2, m3, respectivamente). As probabilidades de oscilação dependem de seis parâmetros teóricos:
- três ângulos de mistura (θ12, θ23 e θ13) que governam a mistura entre estados de massa e sabor,
- duas diferenças de massa ao quadrado (∆m221 e ∆m232, onde ∆m2ij = m2i – m2j)
- uma fase (δCP) responsável pela assimetria matéria-antimatéria (violação da simetria CP) nas oscilações de neutrinos,

e dois parâmetros que são escolhidos especificamente para uma dada experiência:
- energia dos neutrinos
- baseline – a distância percorrida pelos neutrinos na qual as oscilações são medidas.[6]:285–311[3] :20–23

Continuando os estudos realizados pela experiência T2K, o detector HK vai medir o espectro de energia de neutrinos de electrão e de neutrinos de muão no feixe (produzido no J-PARC como um feixe quase puro de neutrinos de muão) e compará-lo com o esperado no caso de não existirem oscilações, que é inicialmente calculado com base em modelos do fluxo e interacção dos neutrinos, melhorados com medições realizadas pelos detectores a curta e intermédia distância do início do feixe.
Para o pico de energia do feixe HK/T2K (600 MeV) e a distância entre o J-PARC e os detectores HK/SK (295 km), isto corresponde ao primeiro máximo de oscilação, para oscilações dominadas por ∆m232. O feixe de neutrinos do J-PARC vai operar separadamente em modos optimizados para neutrinos e antineutrinos. Isto significa que as medições de neutrinos em cada modo do feixe vão dar informações sobre a probabilidade de sobrevivência dos (anti)neutrinos de muão P
ν
μ → 
ν
μ, P
ν
μ → 
ν
μ, e sobre a probabilidade de aparecimento de (anti)neutrinos de electrão P
ν
μ → 
ν
e, P
ν
μ → 
ν
e, onde Pνα → Pνβ é a probabilidade que um neutrino originalmente de sabor α seja observado com sabor β.:202–224

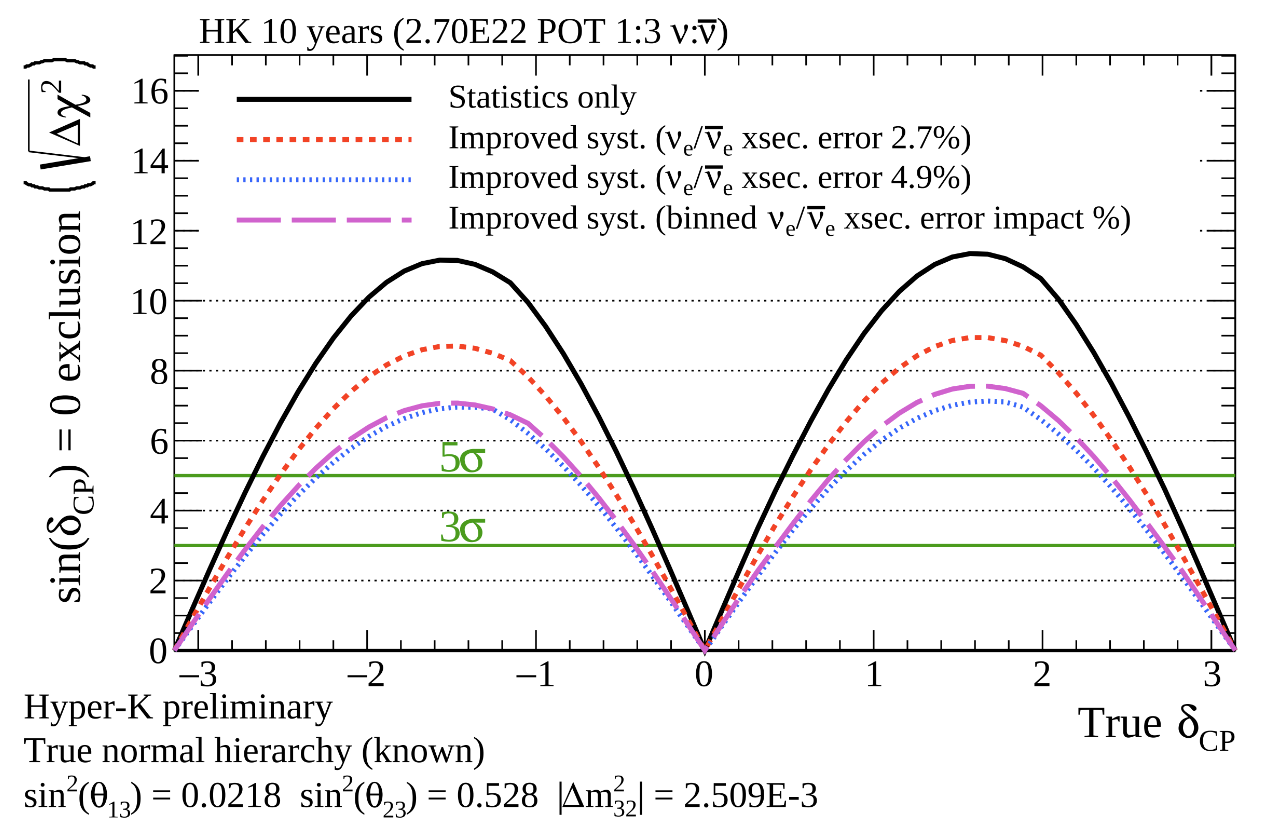
A capacidade do Hyper-K de excluir a conservação do CP em função do valor real de δ_{CP}

A comparação das probabilidades de aparecimento de neutrinos e antineutrinos (P
ν
μ→
ν
e versus P
ν
μ→
ν
e ) permite a medição da fase δCP. δCP varia de −π a +π (de −180° a +180°), e 0 e ±π correspondem à conservação da simetria CP. Após 10 anos de coleta de dados, espera-se que HK confirme se a simetria CP é violada nas oscilações dos neutrinos para 57% dos possíveis valores de δCP com um nível de confiança de 5σ ou melhor. A violação do CP é uma das condições necessárias para produzir o excesso de matéria em relação a antimatéria no universo primitivo, que forma agora o nosso universo construído por matéria. Neutrinos de acelerador serão usados também para aumentar a precisão dos outros parâmetros de oscilação, |∆m232|, θ23 e θ13, bem como para estudos de interação de neutrinos.:202–224
Para determinar a ordem das massas dos neutrinos (se o estado próprio de massa ν3 é mais leve ou mais pesado que ν1 e ν2), ou equivalentemente o sinal desconhecido do parâmetro ∆m232, as oscilações dos neutrinos devem ser observadas em matéria. Com os neutrinos de feixe em HK (295 km, 600 MeV), o efeito da matéria é pequeno. Além dos neutrinos de feixe, HK estuda neutrinos atmosféricos, criados por raios cósmicos que colidem com a atmosfera terrestre, produzindo neutrinos e outros subprodutos. Estes neutrinos são produzidos em todos os pontos do globo, o que significa que HK tem acesso a neutrinos que percorreram uma ampla gama de distâncias através de matéria (desde algumas centenas de metros até ao diâmetro da Terra). Estas amostras de neutrinos podem ser usadas para determinar a ordem das massas dos neutrinos.:225–237
Por fim, uma análise combinada de neutrinos de feixe e de neutrinos atmosféricos fornecerá a maior sensibilidade aos parâmetros de oscilação δCP, |∆m232|, sgn ∆m232, θ23 e θ13.:228–233

### Astronomia de Neutrinos e Geoneutrinos
Explosões de supernovas com colapso do núcleo produzem grandes quantidades de neutrinos. Para uma supernova na galáxia de Andrômeda, são esperados entre 10 a 16 eventos de neutrinos no detector distante HK. Para uma supernova galáctica a uma distância de 10 kpc, são esperadas cerca de 50000 a 94000 interações de neutrinos durante algumas dezenas de segundos. Para Betelgeuse à distância de 0.2 kpc, essa taxa pode atingir até 108 interações por segundo, e esta taxa de eventos tão alta foi levada em consideração no design dos sistemas de electrónica e aquisição de dados (DAQ) do detector, o que significa que nenhum dado será perdido. Perfis temporais do número de eventos registados em HK e a sua energia média permitirão testar modelos da explosão. Informações direcional dos neutrinos no detector distante HK podem fornecer um aviso antecipado para a observação eletromagnética de supernovas e podem ser usadas em outras observações de multi-mensageiros.:263–280
Os neutrinos produzidos cumulativamente por explosões de supernovas ao longo da história do universo são chamados de neutrinos relíquia de supernova (SRN) ou fundo difuso de neutrinos de supernova (DSNB) e transportam informações sobre a história da formação estelar. Devido ao baixo fluxo (algumas dezenas/cm2/seg.), ainda não foram descobertos. Com dez anos de coleta de dados, espera-se que HK detecte cerca de 40 eventos SRN na faixa de energia de 16 a 30 MeV.:276–280
Para 
ν
e solares, os objetivos da experiência HK são:
- Procurar uma assimetria dia-noite no fluxo de neutrinos solares - resultante de diferentes distâncias percorridas na matéria (durante a noite os neutrinos atravessam adicionalmente a Terra antes de entrar no detector) e, portanto, as diferentes probabilidades de oscilação causadas pelo efeito da matéria.[3]:238–244
- Medição da probabilidade de sobrevivência de 
ν
e para energias de neutrinos entre 2 e 7 MeV – ou seja, entre regiões dominadas por oscilações no vácuo e oscilações na matéria, respectivamente – que é sensível a novos modelos físicos, como neutrinos estéreis ou interações para lá do Modelo Padrão.[3] :238–244[9]
- A primeira observação de neutrinos hep: {\displaystyle {^{3}}{\text{He}}+{\text{p}}\to {^{4}}{\text{He}}+{\text{e}}^{+}+\operatorname {\nu } _{\text{e}}} previsto pelo modelo solar padrão.[3] :238–244
- Comparação do fluxo de neutrinos com a atividade solar (por exemplo, ao longo do ciclo solar de 11 anos).[10]

Os geoneutrinos são produzidos em decaimentos de radionuclídeos no interior da Terra. Os estudos de geoneutrinos em Hyper-Kamiokande ajudará a avaliar a composição química do núcleo da Terra, que está ligada à geração do campo geomagnético.:292–293

### Decaimento de protões
O decaimento de um protão livre em partículas subatómicas mais leves nunca foi observado, mas é previsto por algumas teorias de grande unificação (GUT) e resulta da violação do número bariónico (B). A violação B é uma das condições necessárias para explicar a predominância da matéria sobre a antimatéria no universo. Os principais canais estudados por HK são 
p+
→
e+
+
π0
, que é favorecido por muitos modelos GUT, e 
p+
→
ν
 +
K+
, previsto por teorias incluindo supersimetria. Após dez anos de coleta de dados, caso nenhum decaimento seja observado, espera-se que HK aumente o limite inferior da vida média do protão de 1.6x1034 para 6.3x10 34 anos para o canal de decaimento ao qual é mais sensível (
p+
→
e+
+
π0
) e de 0.7x10 34 a 2.0x10 34 anos para o canal 
p+
→
ν
+
K+
.:26–28,245–257

### Matéria escura
A matéria escura é uma forma hipotética e não luminosa de matéria proposta para explicar numerosas observações astronómicas que sugerem a existência de massa invisível adicional nas galáxias. Se as partículas de matéria escura interagirem fracamente, elas poderão produzir neutrinos por meio de aniquilação ou decaimento. Esses neutrinos podem ser visíveis no detector HK como um excesso de neutrinos na direção de grandes potenciais gravitacionais, como o centro galáctico, o Sol ou a Terra, sobre um fundo isotrópico de neutrinos atmosféricos.:281–286

## Descrição da experiência
A experiência Hyper-Kamiokande consiste numa linha de feixe de neutrinos de acelerador, um conjunto de detectores próximos, o detector intermédio e o detector distante (também chamado de Hyper-Kamiokande). O detector distante por si só será usado para procurar o decaimento de protões e estudos de neutrinos de fontes naturais. Todos os elementos acima servirão para os estudos de oscilação de neutrinos do acelerador. Antes de lançar a experiência HK, a experiência T2K terminará a coleta de dados e HK usará a sua linha de feixe de neutrinos e conjunto de detectores próximos, enquanto os detectores intermediários e distantes terão que ser construídos.

### Detector Cherenkov de água intermédio
O Detector Cherenkov de Água Intermédio (Intermediate Water Cherenkov Detector, IWCD) estará localizado a uma distância de cerca de 750 metros (2 500 pé) do local de produção de neutrinos. Será um cilindro cheio de água de 10 metros (33 pé) de diâmetro e 50 metros (160 pé) de altura com uma estrutura de 10 metros (33 pé) de altura instrumentada com cerca de 400 módulos multi-PMT (mPMTs), cada um consistindo de dezenove Tubos FotoMultiplicadores (PMTs) com 8 centímetros (3,1 pol) de diâmetro  encapsulados em um recipiente à prova de água. A estrutura será movida na direção vertical por um sistema de guindaste, fornecendo medições da interações de neutrinos em diferentes ângulos fora do eixo (ângulos em relação ao centro do feixe de neutrinos), abrangendo de 1° na parte inferior a 4° na parte superior, e assim para diferentes espectros de energia de neutrinos. Combinando os resultados de diferentes ângulos fora do eixo, é possível extrair os resultados para o espectro quase monoenergético dos neutrinos sem depender de modelos teóricos de interações de neutrinos para reconstruir a energia dos neutrinos. O uso do mesmo tipo de detector que o detector distante, com quase a mesma aceitação angular e de momento, permite a comparação dos resultados desses dois detectores sem depender de simulações de resposta do detector. Esses dois factos, independentes da interação de neutrinos e dos modelos de resposta do detector, permitirão que HK minimize o erro sistemático na análise das oscilações. Vantagens adicionais do design deste detector são a possibilidade de procurar padrões de oscilação de neutrinos estéreis para diferentes ângulos fora do eixo e obter uma amostra mais limpa da interações de neutrinos de eléctrão, cuja fração é maior para ângulos maiores fora do eixo.:47–50

### Detector Distante Hiper-Kamiokande

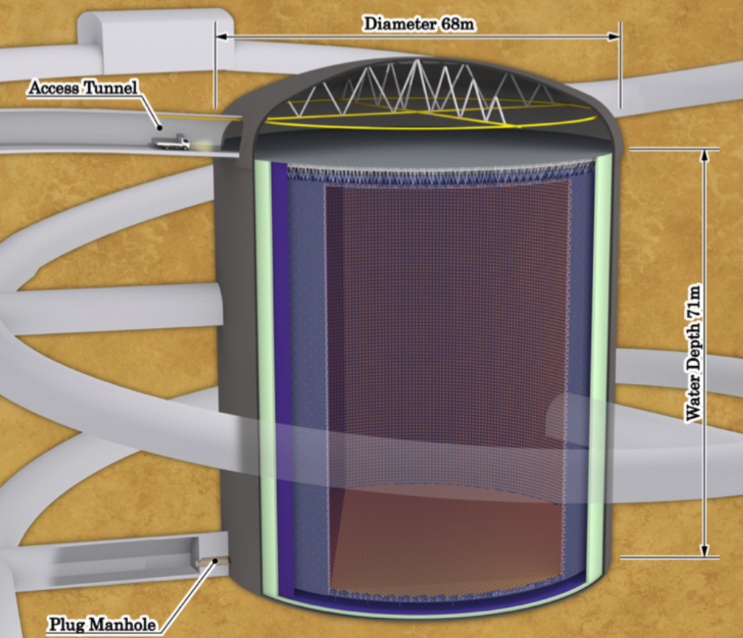
Esquema do Detector Distante Hyper-Kamiokande, um detector Cherenkov de água

O detector Hyper-Kamiokande será construído 650 metros (2 100 pé) sob o pico da montanha Nijuugo na mina Tochibora, 8 quilômetros (5,0 mi) a sul do detector Super-Kamiokande (SK). Ambos os detectores estarão no mesmo ângulo fora do eixo (2,5°) em relação ao centro do feixe de neutrinos e à mesma distância (295 quilômetros (180 mi)) do local de produção do feixe no J-PARC.:35

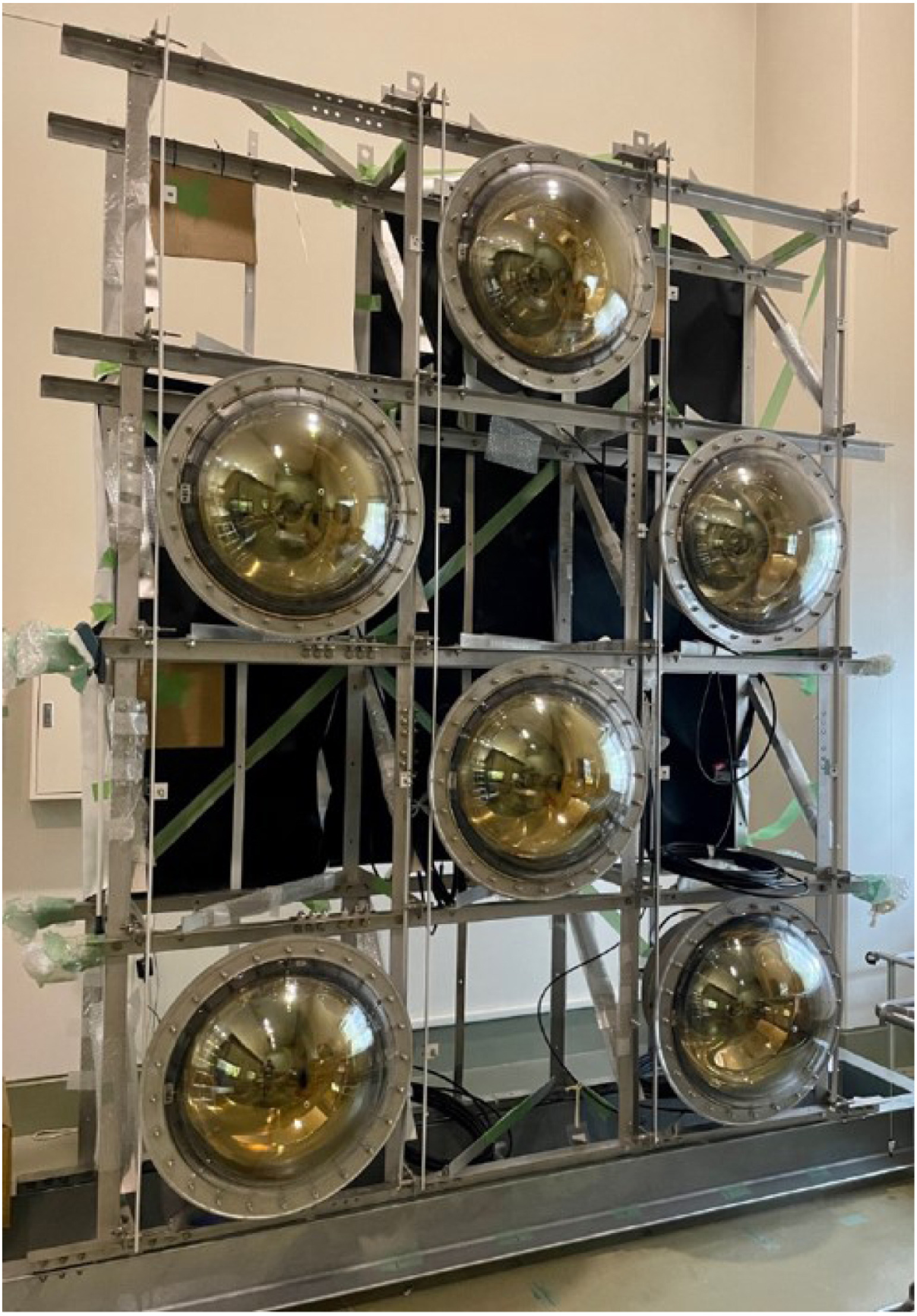
Maquete com PMTs R12860 de 50 cm para o detector interno de Hyper-Kamiokande

HK será um detector de água Cherenkov, 5 vezes maior (258 mil toneladas de água) que o detector SK. Terá um tanque cilíndrico de 68 metros (220 pé) de diâmetro e 71 metros (230 pé) de altura. O volume do tanque será dividido em Detector Interno (ID) e Detector Externo (OD) por uma estrutura cilíndrica inativa com 60 cm de largura, com uma borda externa posicionada a 1 metro da parede vertical e a 2 metros da parede horizontal do tanque. A estrutura separará opticamente o ID do OD e conterá tubos fotomultiplicadores (PMTs) olhando tanto para dentro do ID quanto para fora do OD. No ID, haverá pelo menos 20.000 tubos fotomultiplicadores (PMT) do tipo R12860 da Hamamatsu Photonics com 50 centímetros (20 pol) de diâmetro, e aproximadamente 800 módulos multi-PMT (mPMTs). Cada módulo mPMT consiste em dezenove tubos fotomultiplicadores de  8 centímetros (3,1 pol) de diâmetro encapsulados em um recipiente à prova de água. O OD será instrumentado com pelo menos 3600 PMTs com 8 centímetros (3,1 pol) de diâmetro, acoplados a placas de 0.6x30x30 cm3 com função de modificar o comprimento de onda (wavelength shifter, WLS) (as placas absorvem fotões incidentes e transportam-os para os PMTs acoplados) e servirão como um veto para distinguir as interações que ocorrem no interior das partículas que vêm de fora do detector (principalmente muões de raios cósmicos ).

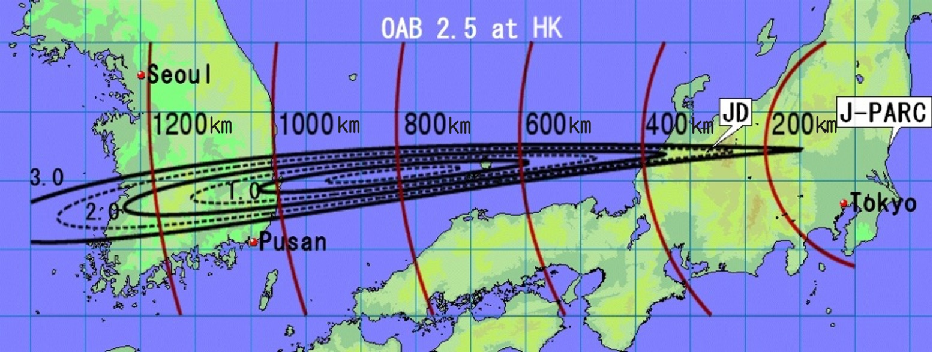
Feixe de neutrinos J-PARC do Japão para a Coreia

A construção do detector HK começou em 2020 e o início da coleta de dados está previsto para 2027.:24 Foram também realizados estudos sobre a viabilidade e os benefícios físicos da construção de um segundo tanque de água Cherenkov idêntico na Coreia do Sul a uma distância de 1100 km do J-PARC, que estaria operacional 6 anos após o primeiro tanque.

## História e programa

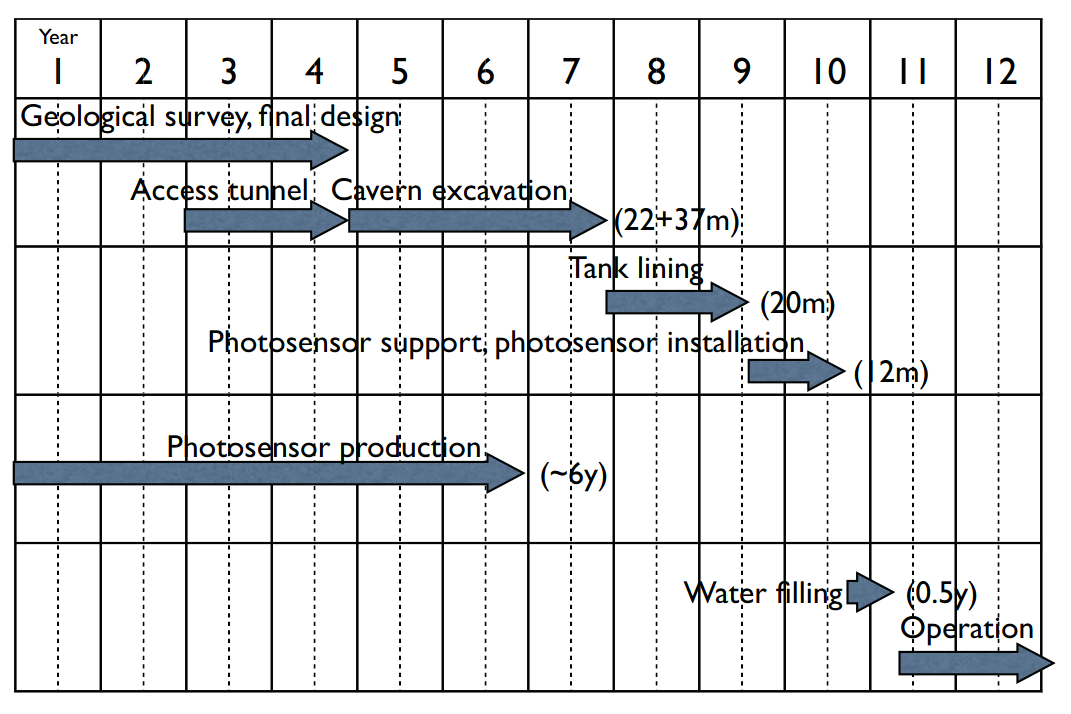
Cronograma da construção do detector Hyper-Kamiokande

História dos grandes detectores Cherenkov de água no Japão e experiências de oscilação de neutrinos de longa distância associados a eles, excluindo HK:
- 1983-1996: Kamiokande (Experiência de Decaimento de Nucleões de Kamioka), cujo objetivo principal foram pesquisas de decaimento de protões (o Prémio Nobel de Física de 2002 para Masatoshi Koshiba) – o antecessor do Super-Kamiokande[1]
- 1996 – presente: Experiência Super-Kamiokande – o antecessor da experiência Hyper-Kamiokande, que estuda neutrinos de fontes naturais e procura o decaimento de protões (o Prémio Nobel de Física de 2015 para Takaaki Kajita)[1]
- 1999–2004: Experiência K2K – o antecessor da experiência T2K
- 2010 – presente: experiência T2K – o antecessor de Hyper-Kamiokande, que estuda oscilações de neutrinos de acelerador

História da experiência Hyper-Kamiokande:
- Setembro de 1999: Apresentadas as primeiras ideias da nova experiência[20]
- 2000: O nome "Hyper-Kamiokande" é usado pela primeira vez[21]
- Setembro de 2011: Envio Carta de Intenção (Letter of Intent, LOI)[22]
- Janeiro de 2015: MoU para cooperação no projeto Hyper-Kamiokande assinado por duas instituições anfitriãs: ICRR e KEK. Formação da protocolaboração Hyper-Kamiokande[23][24]
- Maio de 2018: Relatório de design de Hyper-Kamiokande[3]
- Setembro de 2018: Financiamento inicial do MEXT alocado em 2019[25]
- Fevereiro de 2020: O projeto é oficialmente aprovado pela Dieta Japonesa[4]
- Junho de 2020: Formação da colaboração Hyper-Kamiokande
- Maio de 2021: Início da escavação do túnel de acesso ao detector HK[26]
- 2021: Início da produção em massa de tubos fotomultiplicadores[27]
- Fevereiro de 2022: Conclusão da construção do túnel de acesso[28]
- Outubro de 2023: Conclusão da seção da cúpula da caverna principal do detector HK[29]
- 2027: Início esperado da coleta de dados[4]